# Mertuto
Mertuto (Mirtutu, Mirtuto, Mertutu, Mertuti) ist ein osttimoresischer Suco im Verwaltungsamt Ermera (Gemeinde Ermera).

## Geographie
Vor der Gebietsreform 2015 hatte Mertuto eine Fläche von 7,16 km². Nun sind es 5,37 km². Der Suco liegt im Westen des Verwaltungsamts Ermera. Nördlich liegen die Sucos Poetete Vila und Talimoro, nordöstlich der Suco Riheu, südöstlich der Suco Humboe und südlich der Suco Leguimea. Die Südgrenze bildet im südlichen Teil der Fluss Mauceun. Den westlichen Teil der Südgrenze bildet die Überlandstraße, die die Orte Ermera und Hatolia Vila miteinander verbindet. Die Straße bildet von der Südgrenze aus einen Bogen und verlässt in Richtung Ermera im Suco Poetete Vila Mertuto. Aus Ermera kommend durchquert eine weitere Überlandstraße den Suco Mertuto und führt in den Suco Humboe und weiter zur Gemeindehauptstadt Gleno. Nördlich der Straße erreicht der Fluss Buri die Nordgrenze von Mertuto, folgt der Grenze zwischen dem Suco und Talimoro und ändert seinen Namen in Buro. Mauceun und Buro gehören zum System des Lóis.
An der Straße Ermera – Hatolia Vila liegen die Dörfer Poehati, Railori (Railurin) und Apido (Apidou), westlich der Ort Tatabauria (Tatabaoria, Talabaoria), an der Straße nach Gleno die Dörfer Hatuleta und Pohei und im Südosten die Ortschaft Suileo. Grundschulen gibt es in Railori (Escola Primaria No. 199 Mirtuto) und in Suileo.
Im Suco befinden sich die vier Aldeias Apido, Hotino, Railori und Tatabauria.

## Einwohner

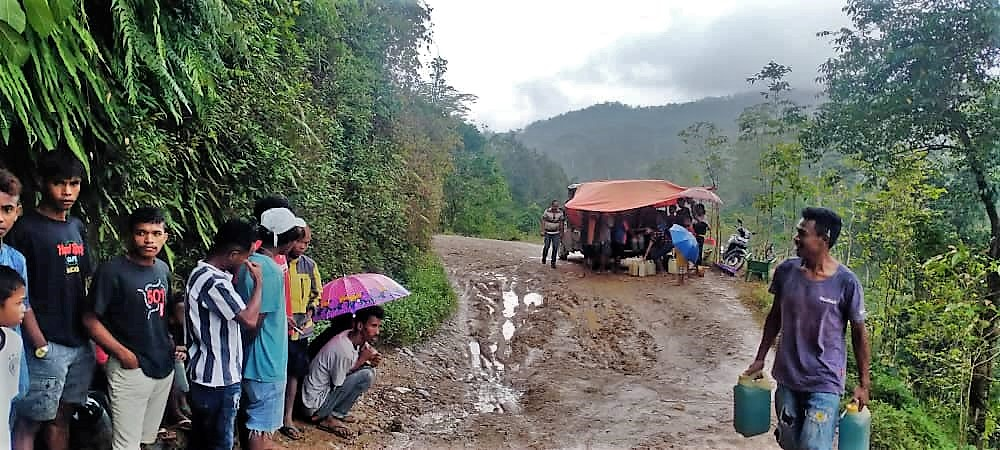
Regenzeit in Mertuto

Im Suco leben 2.082 Einwohner (2022), davon sind 1.083 Männer und 999 Frauen. Im Suco gibt es 354 Haushalte. Fast 86 % der Einwohner geben Tetum Prasa als ihre Muttersprache an. Über 12 % sprechen Mambai, eine kleine Minderheit Tetum Terik.

## Geschichte

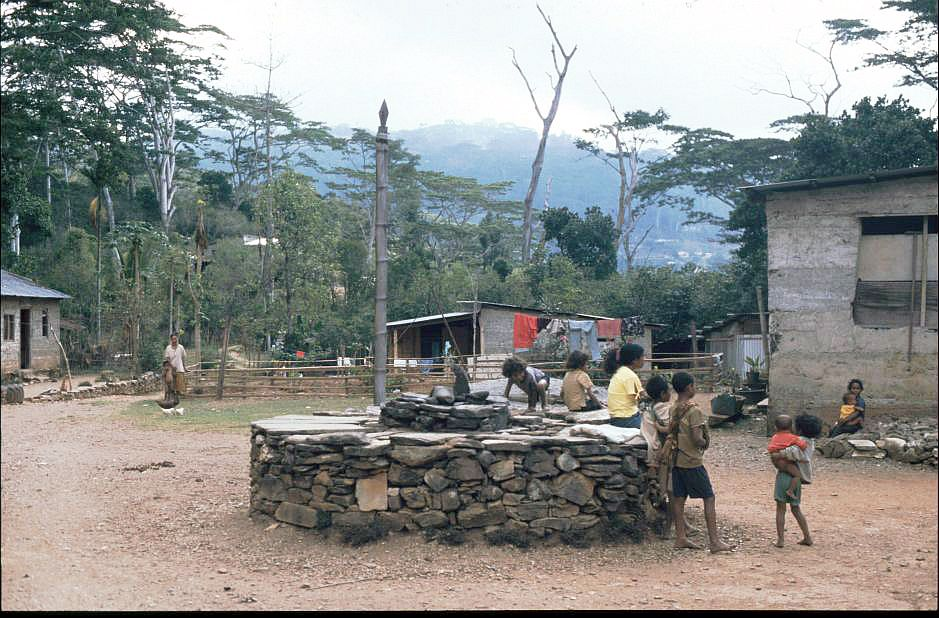
Animistischer Steinaltar in Apido (2003)

In Mertuto versteckte sich 1997 der FALINTIL-Kommandant Nino Konis Santana vor der indonesischen Armee in einem Bunker unter einem Haus. Ein fünfjähriger Junge namens Kercoli versorgte ihn in dieser Zeit mit Wasser und Essen. Die High School in Gleno ist daher nach Santana benannt. Nachdem Santana 1998 ums Leben gekommen war, wurde er in Mertuto begraben. 2012 entbrannte eine Diskussion, weil die Familie Santanas dessen Gebeine gerne zum Friedhof der Familie überführen möchte, wogegen die Einwohner Ermeras sich sträubten. Am 9. Dezember wurde Santana schließlich exhumiert. Seine letzte Ruhestätte fand er im Nationalen Heldenfriedhof in Metinaro.

## Politik

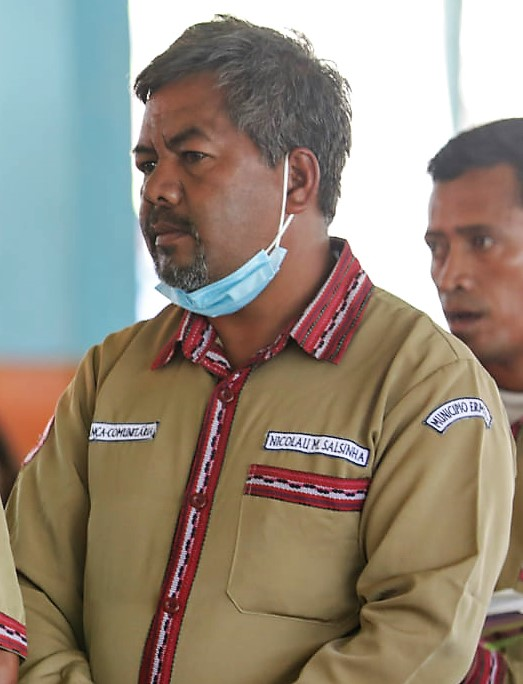
Nicolau Menezes Salsinha (2020)

Bei den Wahlen von 2004/2005 wurde António de Jesus zum Chefe de Suco gewählt. Bei den Wahlen 2009 gewann António Martins und 2016 Nicolau Menezes Salsinha.